# Iskonska crna jama
Iskonska crna jama je hipotetski oblik crne jame koji nije nastao gravitacijskim urušavanjem velike zvijezde, nego zbog krajnje gustoće tvari nazočne u doba prvotnog širenja svemira.
Prema modelu velikog praska, u prvim trenutcima poslije velikog praska, tlak i temperatura bili su krajnje visoki. Pod tim uvjetima jednostavne fluktuacije u gustoći tvari mogle su rezultirati u lokalnim regijama gustimo dovoljno za stvaranje crnih jama. Premda se većina regija visoke gustoće brzo raspršila širenjem svemira, iskonske crne jame bile bi postojane i opstale bi do danas.
Predlaže se da bi iskonske crne jame, posebice one koje su stvorene u masenom rasponu od 1014 kg do 1023 kg, mogle biti kandidatima za tamnu tvar. Ovo je zbog mogućnosti da bi se pri ovoj maloj masi ponašali kako se očekuje od drugih čestica koje su kandidatkinje za tamnu tvar. Budući da su unutar tipičnog masenog raspona asteroida, ovo isključije uje crne jame koje su premale da bi opstale sve do naše ere i one koje su prevelike da bi objasnile gravitacijski fokusirana promatranja.
Ove male crne jame koje su se oblikovale u početku svemira bile bi manje od veličine jezgre 
atoma, dok bi im masa bila reda veličine milijardu tona, poput kakve planine.
U klasičnoj mehanici nije moguć bijeg čestica iz crne jame, dok je to već moguće u kvantnoj mehanici. 
Postoji neka vrsta barijere kroz koju po klasičnim načelima čestici ne bi bilo moguće proći kroz nju. Kvantna mehanika predviđa mogućnost da bi čestice bile u stanju probiti nekakvi tunel kroz nju. 
To je osobito jače izraženo kod manjih crnih jama. Emitirane čestice toplinskog su spektra odgovarajuće temperature koja brzo raste opadanjem mase crne jame. Kod crne jame koja bi bila velika kao Sunce, ta bi temperatura bila oko jedne desetmilijuntinke stupnja iznad apsolutne ništice, dok bi crna jama mase od samo milijardu tona (iskonska crna jama velika kao proton), bila bi temperature od oko 120 milijarda Kelvina. Crna jama zračenjem čestica iz sebe gubi masu i veličinu. 
Tako sve više čestica može probiti rečenu barijeru i emitiranje čestica u svemir se ubrzava. Naposljetku će crna jama izzrači sebe cijelu i ne će više postojati. Po tom bi načelu trebala ispariti svaka crna jama u svemiru. Iskonskim crnim jamama trebalo bi još desetak milijardi godina od velikoga praska.
Izračuni Dona N. Pagea govore da prosječna gustoća iskonskih crnih jama u svemiru mora biti manja od oko 200 njih po kubičnoj svjetlosnoj godini. Po pokusima pokusi Neila A. Portera i Trevora C. Weeksa izgleda da ako crne jame eksplodiraju na način kako to predviđa teorija R. Hagerdorna, značilo bi da je gustoća iskonskih crnih jama manja od 100 milijuna po jednoj kubičnoj svjetlosnoj godini.

## Vanjske poveznice
- Sudbina težih zvijezda i počelo života -- supranove  Arhivirana inačica izvorne stranice od 16. listopada 2015. (Wayback Machine)
- Nastanak crnih rupa